# Ichu (kommun i Brasilien)
Ichu är en kommun i Brasilien.   Den ligger i delstaten Bahia, i den östra delen av landet, 1 000 km öster om huvudstaden Brasília. Antalet invånare är 5 255.
Omgivningarna runt Ichu är huvudsakligen savann. Runt Ichu är det ganska glesbefolkat, med 25 invånare per kvadratkilometer.